# Toribio Romo González
Pour les articles homonymes, voir Romo et González.
Toribio (en français Thuribe, en latin Thuribius) Romo Gonzalez est un prêtre mexicain, né le 16 avril 1900 dans le village de Santa Ana de Guadalupe (municipalité de Jalostotitlán (es), aujourd'hui dans l'archidiocèse de Guadalajara), État de Jalisco au Mexique, assassiné in odium fidei le 25 février 1928. Il est vénéré comme saint et martyr par l'Église catholique. 

## Biographie
Il entra à 13 ans au petit séminaire de San Juan de los Lagos puis au séminaire de Guadalajara où il fut ordonné prêtre avec une dispense à cause de son jeune âge.
Il devint vicaire de diverses paroisses dont celle de Cuquio pendant la présidence de Plutarco Elías Calles (1877-1945) à partir de 1924. Ce dernier avait fait voter des lois particulièrement anticléricales (loi du 9 novembre 1926), rendant passible de mort la distribution des sacrements.
En 1927, le père Thuribe Romo fut envoyé à Tequila où il célébrait la messe dans une ancienne distillerie pour quelques fidèles en cachette.
Il fut tué le 25 février 1928 au matin par des soldats des forces fédérales gouvernementales menées par un délateur.
Son corps dépouillé de ses vêtements fut transporté dans une parodie de procession par ses meurtriers chantant des obscénités et jeté dans le village voisin.
Il avait écrit dans son journal qu'il offrait son sang pour la paix de l'Église.

## Béatification et canonisation
Il fut béatifié en 1992, et canonisé en 2000, par Jean-Paul II, avec d'autres martyrs mexicains, martyrs de la guerre des Cristeros (saint Cristóbal Magallanes Jara (es) et ses vingt-quatre compagnons).

### Article lié
- Martyrs de la guerre des Cristeros